# Schmuddelwetter

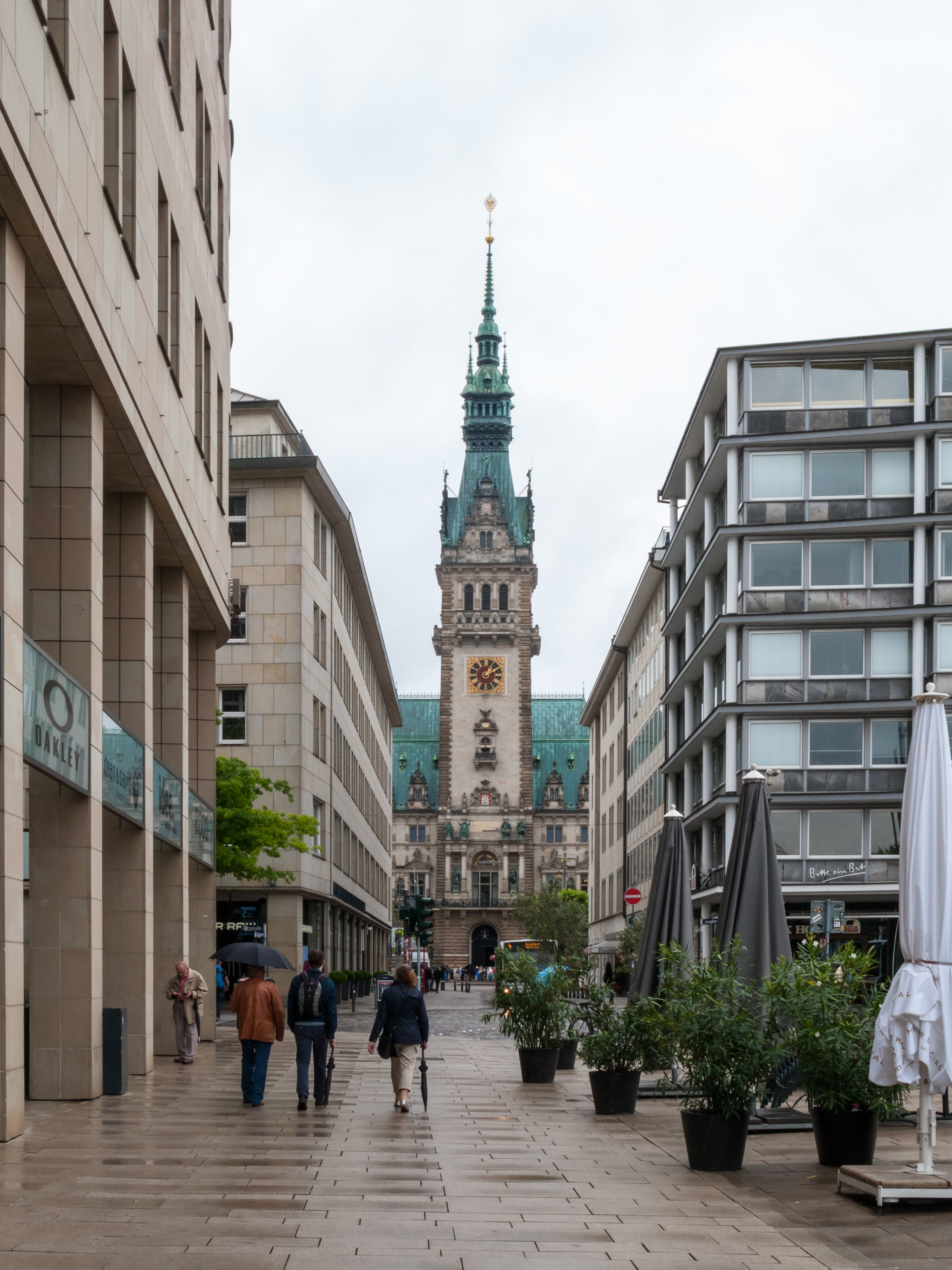
Schmuddelwetter beim Blick auf das Hamburger Rathaus

Schmuddelwetter ist insbesondere in Norddeutschland die Bezeichnung für eine Wetterlage mit schwachem Wind bei hohem Luftdruck, tief hängender Wolkendecke und Niesel- oder Sprühregen. Der Begriff geht zurück auf das niederdeutsche Wort smuddeln, das die Bedeutung von „unreinlich zu Werke gehen“ hat. Auf das Wetter bezogen wird damit die durch anhaltende Durchnässung entstehende Verschmutzung durch Matsch und Schlamm verdeutlicht.
Schmuddelwetter tritt meistens im Herbst auf, ist aber zu jeder Jahreszeit und bei unterschiedlichen Temperaturen möglich, wird jedoch meistens als nasskalt empfunden. Dass eine derartige Wetterlage meistzeitig in Hamburg besteht, ist als Hamburger Schmuddelwetter zwar sprichwörtlich – „das Wetter sei in der einen Hälfte des Jahres schlecht, während es in der anderen Zeit regnet“ –, aber nicht nachgewiesen. Das Hamburger Klima ist bestimmt vom maritimen Einfluss, der insbesondere durch relativ häufige leichte bis steife Brisen bemerkbar ist. Im Zusammenspiel dieses Winds mit der schnellen Erwärmung von bebauten und versiegelten Flächen und dem schnellen Abfluss von Regenwasser, bilden sich über dem Stadtgebiet allerdings schneller Wärmeinseln als in seiner Umgebung. Dies führt zu einer durchschnittlich hohen Niederschlagsmenge von 770,3 Litern pro Quadratmeter jährlich und zu etwa 200 Regentagen. Damit liegt Hamburg zwar im oberen Bereich der Statistik über die regenreichsten Städte Deutschlands, aber nicht an der Spitze.

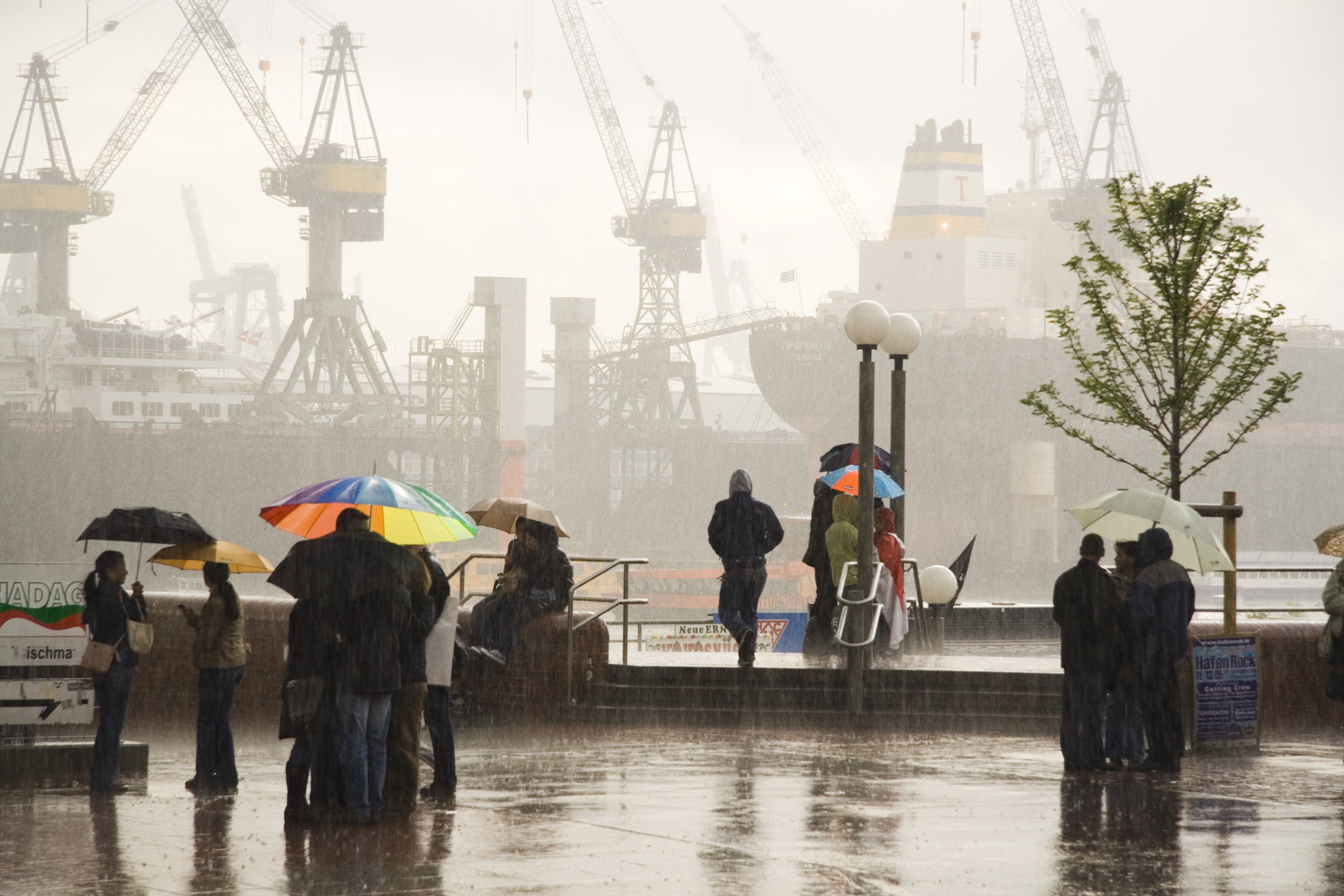
Mehr als Schmuddelwetter am St. Pauli Fischmarkt

Auch innerhalb des Stadtgebiets von 755 Quadratkilometern können unterschiedliche Witterungsverhältnisse festgestellt werden. So ist die Temperatur im innerstädtischen Bereich zwischen Alster und Elbe, aufgrund dichter Bebauung und damit verbundener erhöhter Wärmeabstrahlung der wärmste Teil der Stadt, durchschnittlich um vier bis fünf Grad höher als in den Randgebieten. Und während im gesamten Nordosten der Stadt sowie in den Harburger Bergen mit bis zu 800 Litern pro Quadratmeter mehr Regen als im übrigen Hamburg gemessen wird, gelten Bergedorf und Kirchwerder im Südosten mit 600 bis 650 Litern als deutlich trockenere Stadtteile. Der Deutsche Wetterdienst stellt dazu fest, dass der Wind die Feuchtigkeit meist aus Südwest herantreibt, diese durch die über der Stadt aufsteigenden Warmluftströmungen in kühlere Luftschichten getragen wird, wo sie kondensiert und schließlich über dem Nordosten der Stadt abregnet. Ein Teil der Feuchtigkeit schlägt sich zuvor an den Harburger Bergen als natürlicher Barriere nieder. Da große Wasserflächen jedoch nur langsam erwärmen, fällt die Aufwärtsströmung über der Elbe wesentlich geringer aus, so dass Regenfälle oftmals über dieser Wetterscheide nicht weitertransportiert werden.